# Сант'Анджело дей Ломбарди
Сант'А̀нджело дей Ломба̀рди (на италиански: Sant'Angelo dei Lombardi) е малко градче и община в Южна Италия, провинция Авелино, регион Кампания. Разположено е на 870 m надморска височина. Населението на общината е 4381 души (към 2011 г.).